# Автоматичне регулювання процесу подрібнення
Автоматизація процесу подрібнення. 
Розробка схем автоматизації процесів подрібнення руд повинна відповідати вимогам технології, які в основному полягають у стабілізації необхідного гранулометричного складу продукту подрібнення і забезпеченні максимальної продуктивності процесу. 
У зв’язку з відсутністю надійно діючих автоматичних гранулометрів перша вимога реалізовується непрямо — шляхом стабілізації густини зливу класифікатора або гідроциклона.
Враховуючи, що на діючих фабриках подальше за подрібненням обладнання не особливо пристосоване до змінного навантаження, друга вимога замінюється на стабілізацію потоку готового продукту.
У завдання автоматичного регулювання багатостадіального подрібнення входить також розподіл навантаження між стадіями.
На рис. 1 показано варіант схеми автоматизації, що відповідає поставленим вимогам. Схема включає: САР завантаження млина рудою (система 2), густину пульпи в млині (система 3) і гранулометричний склад зливу класифікатора (система 4).
У САР завантаження млина блок (2-4) служить для підсумовування сигналів, пропорційних витраті руди (датчик 2-1) і циркулюючого навантаження (датчик 2-3). 
З урахуванням завдання (Н) і підсумовуваного сигналу регулюючий блок (2-4) управляє продуктивністю живильника (2-5), що змінює навантаження на млин.
Регулювання витрати води в млині здійснюється також з урахуванням завантаження млина рудою, пісками і поточною витратою води (блок 3-2).
Регулювання гранулометричного складу зливу класифікатора здійснюється шляхом стабілізації густини зливу з корекцією по пісковому навантаженню (система 4).
На схемі показано також  контроль рівня в бункері дробленої руди.